# Siedmiorogów Pierwszy
Siedmiorogów Pierwszy - ein Dorf in Polen, gelegen in der Woiwodschaft Großpolen, im Landkreis Gostyń, in der Gemeinde Borek Wielkopolski. Das Dorf zählt ungefähr 140 Einwohner, die auf einem Gebiet von 3 km² verteilt sind. In diesem Bereich befinden sich mehrere landwirtschaftliche Betriebe.

## Geschichte
Das Dorf wurde im Jahr 1756 gegründet. Um die Produktivität von Feldern und Wäldern zu steigern, brachte der Besitzer von Siedmiorogowo Drugie, der auch der Starost von Schamotz war, 29 Siedler aus Sachsen, Schwaben und den Niederlanden. Sie ließen sich entlang des Weges nach Pogorzela nieder. Jeder von ihnen erhielt ein 30-Morgen-Grundstück, das sie roden und für den Anbau vorbereiten mussten. Über vier Jahre lang waren die Siedler von allen Abgaben an den Eigentümer befreit. Sie gründeten ihre eigenen Selbstverwaltungsorgane und einen Zivilgerichtshof. Sie hatten auch das Recht, ihren Glauben frei in ihren Häusern oder in der neu erbauten Schule zu praktizieren, die im Jahr 1767 entstand. Die Schule erhielt ein zwei Hektar großes Grundstück als Ausstattung. Diese Siedlergemeinschaft bildete eine besondere Gemeinschaft, und selbst die preußische Regierung bis zur Zeit Bismarcks war nicht in der Lage, sie zu integrieren. Erst um 1880 brachten die neu angekommenen deutschen Siedler Elemente der preußischen Kultur in das Dorf.
Während der Zeit des Großherzogtums Posen (1815–1848) wurde der Ort als Siedmiorogów erwähnt und gehörte zu den größeren Dörfern im damaligen preußischen Kreis Krotoschin in der Provinz Posen. Siedmiorogów gehörte zum Borkower Bezirk dieses Kreises und bildete einen separaten Besitz, dessen Eigentümer zu dieser Zeit Celestyn Smitkowski war. Laut offiziellem Verzeichnis von 1837 zählte das Dorf 223 Einwohner, die in 31 Häusern lebten. In den Jahren 1975–1998 gehörte der Ort administrativ zur Woiwodschaft Leszno.